# Dongsheng (sockenhuvudort i Kina, Liaoning Sheng, lat 42,65, long 123,13)
Dongsheng (kinesiska: 东升, 东升满族蒙古族乡) är en sockenhuvudort i Kina. Den ligger i provinsen Liaoning, i den nordöstra delen av landet, omkring 97 kilometer norr om provinshuvudstaden Shenyang. Antalet invånare är 17 482. Befolkningen består av 8 603 kvinnor och 8 879 män. Barn under 15 år utgör 13,0 %, vuxna 15-64 år 77 %, och äldre över 65 år 9,0 %.
Runt Dongsheng är det ganska tätbefolkat, med 144 invånare per kvadratkilometer. Närmaste större samhälle är Dongguantun, 18,4 km öster om Dongsheng. Trakten runt Dongsheng består till största delen av jordbruksmark.
Genomsnittlig årsnederbörd är 980 millimeter. Den regnigaste månaden är juli, med i genomsnitt 191 mm nederbörd, och den torraste är januari, med 8 mm nederbörd.